# 太子道 (香港)
座標: 北緯22度19分26.67秒 東経114度10分6.1962秒 / 北緯22.3240750度 東経114.168387833度

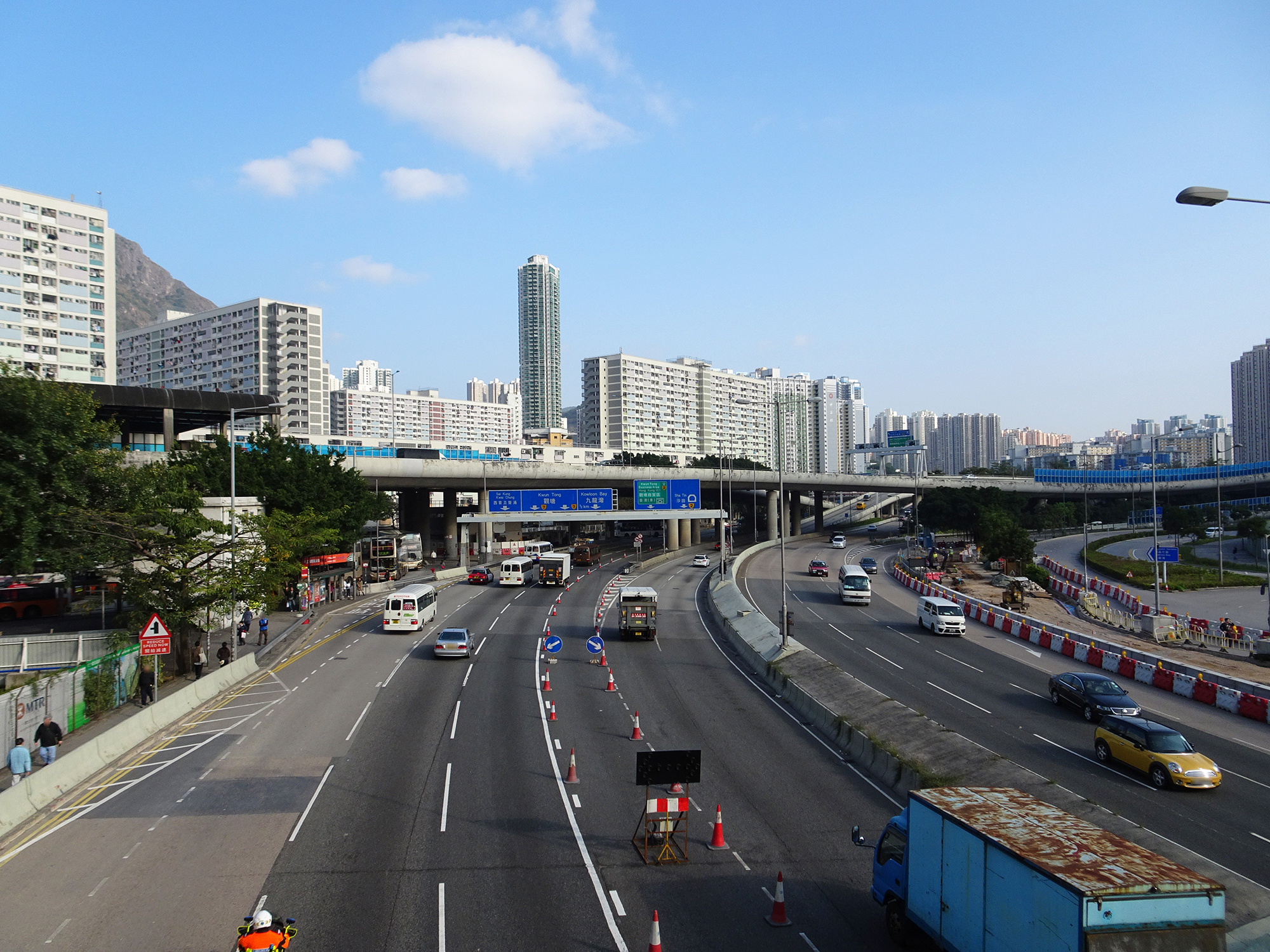
彩虹邨付近の太子道東

太子道 (Prince Edward Road) は、香港の九龍にある東西の主要道路である。

## 概要
旺角、九龍塘、九龍城を走る大通りである。